# Compsibidion punga
Compsibidion punga är en skalbaggsart som beskrevs av Martins och Maria Helena M. Galileo 2007. Compsibidion punga ingår i släktet Compsibidion och familjen långhorningar. Inga underarter finns listade i Catalogue of Life.